# Kameruńskie Siły Powietrzne
Kameruńskie Siły Powietrzne (Armée de I’Air du Cemeroun) - utworzone w sierpniu 1960 r. wchodzą w skład Sił Zbrojnych Kamerunu. 
Bazy Sił Powietrznych mieszczą się w Jaunde, Bamenda, Duala, Garoua

## Wyposażenie
Stan: 2007
| Samolot                           | Kraj pochodzenia  | Typ                                 | Wersje           | W służbie  | Uwagi |
| --------------------------------- | ----------------- | ----------------------------------- | ---------------- | ---------- | ----- |
| Atlas Impala                      | Południowa Afryka | odrzutowiec                         | 2 4              | Mk I Mk II |       |
| Aérospatiale Alouette II          | Francja           | lekki śmigłowiec                    | SA 318C          | 2          |       |
| Aérospatiale Alouette III         | Francja           | lekki śmigłowiec                    | SA 319B          | 2          |       |
| Aérospatiale Gazelle              | Francja           | lekki śmigłowiec wielozadaniowy     | SA 342L          | 2          |       |
| Bell JetRanger                    | Stany Zjednoczone | samolot transportowy /ratowniczy    | 206L III         | 3          |       |
| Dassault/Dornier Alpha Jet        | Francja/ Niemcy   | samolot szturmowy / treningowy      |                  | 4          |       |
| de Havilland Canada DHC-4 Caribou | Kanada            | samolot transportowy                |                  | 1          |       |
| de Havilland Canada DHC-5 Buffalo | Kanada            | wielozadaniowy samolot transportowy | DHC-5D           | 2          |       |
| Dornier Do 28                     | Niemcy            | samolot wielozadaniowy              | Do 28D           | 2          |       |
| IAI Arava                         | Włochy            | samolot transportowy                | Arava 201        | 2          |       |
| Lockheed C-130 Hercules           | Stany Zjednoczone | samolot transportowy                | C-130H C-130H-30 | 2 1        |       |
| Piper PA-23                       | Stany Zjednoczone | samolot transportowy                | PA-23-250F       | 2          |       |